# Province d'Otuzco
La province d'Otuzco (en espagnol : Provincia de Otuzco) est l'une des douze  provinces de la région de La Libertad, au Pérou. Son chef-lieu est la ville d'Otuzco.

## Géographie
La province couvre une superficie de 2 110,77 km2. Elle est limitée au nord par la province de Gran Chimú, à l'est par la région de Cajamarca et la province de Sánchez Carrión, au sud par la province de Santiago de Chuco et la province de Julcán e à l'ouest par la province d'Ascope et la province de Trujillo.

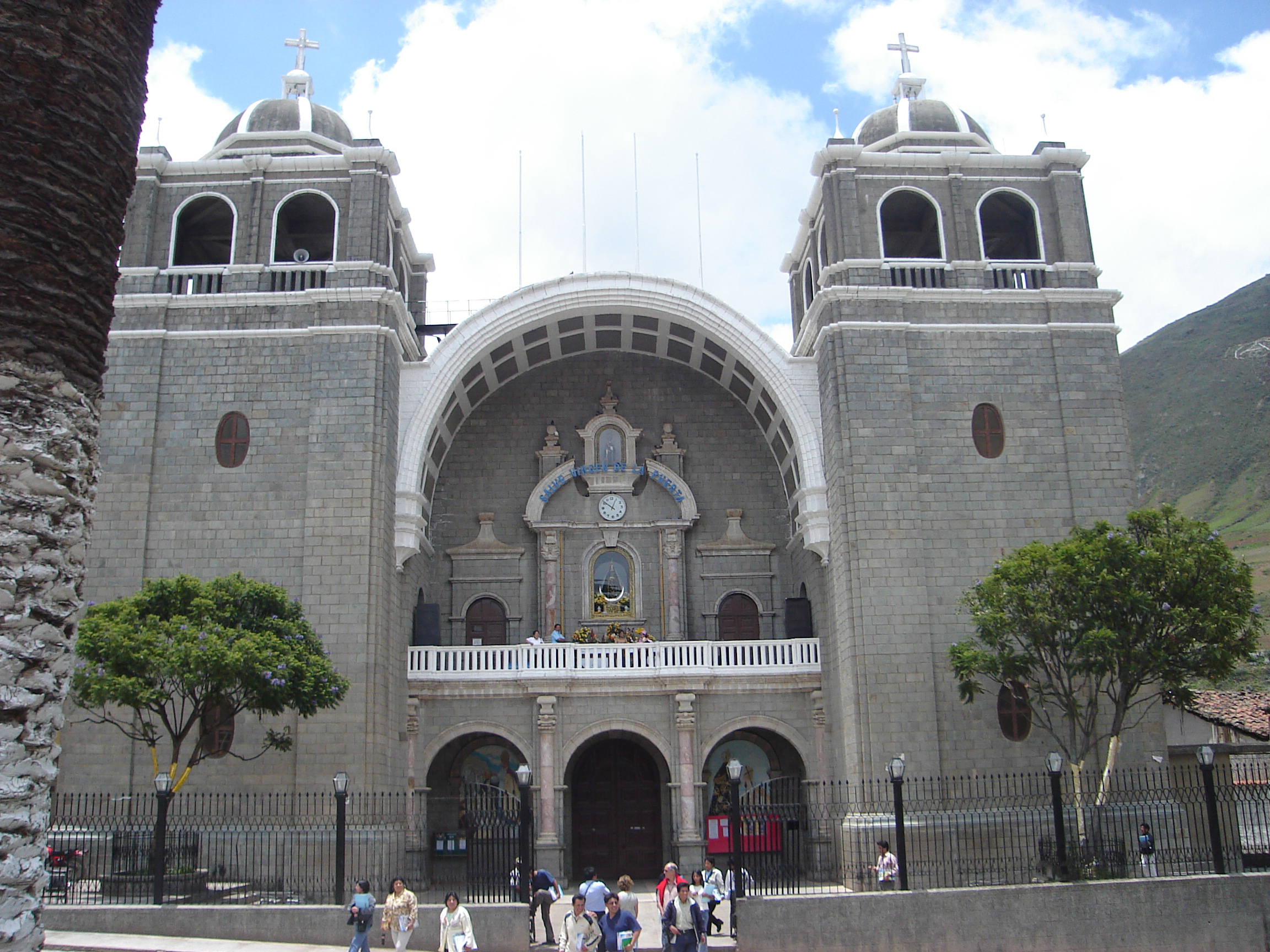
Église de la Vierge de la Porte Cette photo n'a pas été prise à Trujillo. Il s'agit d'une cathédrale à environ 45 minutes de Trujillo dans une ville appelée Otuzco.

## Population
La population de la province s'élevait à 89 056 habitants en 2005.

## Subdivisions
La province d'Otuzco est divisée en dix districts :
- Agallpampa
- Charat
- Huaranchal
- La Cuesta
- Mache
- Otuzco
- Paranday
- Salpo
- Sinsicap
- Usquil